# Stethynium peregrinum
Stethynium peregrinum är en stekelart som beskrevs av Girault 1911. Stethynium peregrinum ingår i släktet Stethynium och familjen dvärgsteklar. Inga underarter finns listade i Catalogue of Life.